# Ben Brereton Díaz
Benjamin Anthony Brereton Díaz (født 18. april 1999) er en engelsk-chilensk professionel fodboldspiller, som spiller for Premier League-klubben Southampton og Chiles landshold.

## Klubkarriere

### Nottingham Forest
Brereton Díaz begyndte sin karriere hos Nottingham Forest, hvor han gjorde sin professionelle debut i 2017.

### Blackburn Rovers
Brereton Díaz skiftede i august 2018 til Blackburn Rovers på en lejeaftale med en mulighed for at gøres permanent. Denne mulighed blev taget, og han skiftede på fast basis i januar 2019.

### Villarreal
Brereton Díaz skiftede i juli 2023 til Villarreal efter hans kontrakt med Blackburn havde udløbet.

#### Leje til Sheffield United
Brereton Díaz skiftede i januar 2024 til Sheffield United på en lejeaftale. Han scorede sit første mål for klubben den 21. januar.

### Southampton
Brereton Díaz skiftede i juli 2024 til Southampton på en fast aftale.

## Landsholdskarriere

### England
Brereton Díaz har repræsenteret England på flere ungdomsniveauer.

### Chile
Efter en Blackburn fan, som også havde arbejdet med at lave research for Football Manager-serien, opdagede at Brereton Díaz havde en chilensk mor, begyndte han en social medie kampagne om at få ham udtaget til det chilenske landshold. Denne kampagne blev meget populær i Chile, og han blev i maj 2021 for første gang kaldt op på det chilenske landshold.
Han debuterede for Chiles landshold den 14. juni 2021.

## Privat
Brereton Díaz blev født i Stoke-on-Trent, Staffordshire til en engelsk far og en chilensk mor.